# Gilbert Taylor
Gilbert Taylor (ur. 12 kwietnia 1914 w Bushey w hrabstwie Hertfordshire, zm. 23 sierpnia 2013 w Newport na wyspie Wight) – brytyjski operator filmowy.
Taylor rozpoczynał karierę jeszcze w latach 30. jako asystent operatora kamery. W latach 50. często współpracował z reżyserem J. Lee Thompsonem. W późniejszych latach był m.in. autorem zdjęć do 3 filmów Romana Polańskiego: Wstręt (1965), Matnia (1966) i Tragedia Makbeta (1971). W tym okresie pracował także jako operator przy głośnym filmie Stanleya Kubricka Doktor Strangelove, czyli jak przestałem się martwić i pokochałem bombę (1964) i zrealizowanym w Wielkiej Brytanii przez Alfreda Hitchcocka thrillerze Szał (1972). W 1976 realizował zdjęcia do kultowego już dziś horroru Richarda Donnera Omen, a rok później do pierwszej (w kolejności powstawania) części cyklu Gwiezdne wojny.
Zmarł w wieku 99 lat w swoim domu na wyspie Wight.

## Filmografia
- Eksperymet (1948)
- Siedem dni do dwunastej w południe (1950)
- U progu ciemności (1956)
- Kobieta w szlafroku (1957)
- Zimne piwo w Aleksandrii (1958)
- Zabawa na 102 (1962)
- Rewolwer i melonik (1961-69; serial TV)
- Noc po ciężkim dniu (1964)
- Doktor Strangelove, czyli jak przestałem się martwić i pokochałem bombę (1964)
- Wstręt (1965)
- Matnia (1966)
- Zdążyć przed zimą (1969)
- Dzień na plaży (1970)
- Tragedia Makbeta (1971)
- Szał (1972)
- Miękkie łóżka, twarde bitwy (1974)
- Omen (1976)
- Gwiezdne wojny: część IV – Nowa nadzieja (1977)
- Dracula (1979)
- Ucieczka na Atenę (1979)
- Flash Gordon (1980)
- Zielony lód (1981)
- Jad (1982)
- Tracąc go (1983)
- Lassiter (1984)
- Kosmici grają rocka (1984)
- Widok z sypialni (1987)